# Estadi Olímpic Atahualpa
L'Estadi Olímpico Atahualpa, també conegut com El Coloso del Batán, és un estadi esportiu de la ciutat de Quito, Equador. El nom de l'estadi fa referència a l'emperador inca Atahualpa.
És situat 2.782 metres d'altura. Té una capacitat per a 35.258 espectadors.
Va ser inaugurat el 25 de novembre de 1951. L'any 2020 s'anuncià la demolició de l'estadi per a construir un nou recinte més modern. És seu de la selecció de futbol de l'Equador, així com dels clubs América de Quito, Deportivo Quito, El Nacional i Universidad Católica. Fou una de les seus de la Copa Amèrica de futbol de 1993.

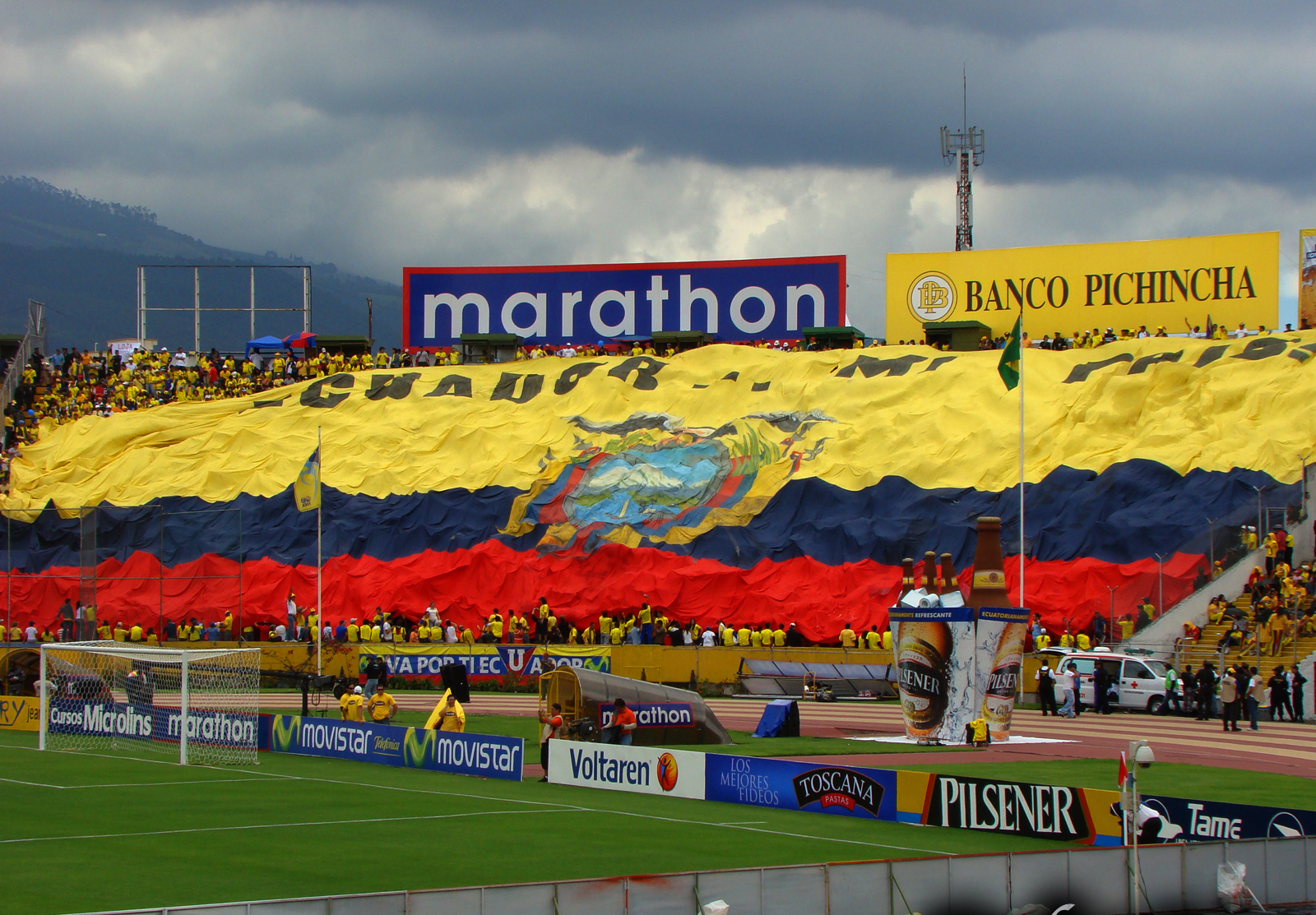
Imatge dels seguidors a l'estadi Atahualpa en el partit Equador vs Brasil el març de 2009.